# Giro di Toscana 2002
Il Giro di Toscana 2002, settantacinquesima edizione della corsa, si svolse il 5 maggio su un percorso di 194 km, con partenza a Chianciano Terme e arrivo ad Arezzo. Fu vinto dal kazako Aleksandr Šefer della Alessio davanti agli italiani Paolo Bettini e Giuseppe Palumbo.

## Ordine d'arrivo (Top 10)
| Pos. | Corridore         | Squadra              | Tempo    |
| ---- | ----------------- | -------------------- | -------- |
| 1    | Aleksandr Šefer   | Alessio              | 4h44'58" |
| 2    | Paolo Bettini     | Mapei-Quick Step     | a 12"    |
| 3    | Giuseppe Palumbo  | De Nardi             | s.t.     |
| 4    | Ruggero Marzoli   | Formaggi Trentini    | s.t.     |
| 5    | Rinaldo Nocentini | Fassa Bortolo        | s.t.     |
| 6    | Mirko Celestino   | Saeco                | s.t.     |
| 7    | Félix Cárdenas    | Cage Maglierie       | s.t.     |
| 8    | Ruslan Ivanov     | Alessio              | s.t.     |
| 9    | Sergio Barbero    | Lampre-Daikin        | s.t.     |
| 10   | Ruggero Borghi    | Tacconi Sport-Emmegi | s.t.     |